# Tiocha
La rivière Tiocha (en russe : Тёша) est un cours d'eau de l'oblast de Nijni Novgorod, en Russie, et un affluent de rive droite de l'Oka. 

## Géographie
Elle est longue de 311 km et draine un bassin d'une superficie de 7 800 km2.
La Tiocha est gelée de fin novembre - début décembre jusqu'à la fin mars - début avril. Son affluent le plus important est la rivière Serioja. 
Les villes d'Arzamas et de Loukoïanov sont situées sur son cours, ainsi que des villages comme Bebiaïevo, Cherstino, Vodovatovo, Zaretchnoïe...

## Source
- Grande Encyclopédie soviétique